# Santa María Huazolotitlán
Santa María Huazolotitlán è un comune del Messico, situato nello stato di Oaxaca.